# NGC 5740
NGC 5740 este o galaxie spirală situată în constelația Fecioara. A fost descoperită în 18 martie 1787 de către William Herschel. Se află la o distanță de 30,5 de megaparseci de Pământ.